# REALHEART'S
REALHEART'S（リアルハーツ）は、2007年に結成されたインディーズのロックバンド。2013年にインディーズ活動を開始している。

## メンバー
小中学校の同級生で結成。2017年3月に大学を卒業。3人はエレファントカシマシのファンであり、楽曲はその影響を受けていると語る。
- 山本 宙 - ボーカル/キーボード、作詞作曲[1]
- 尾之内 元輝 - ギター[1]
- 鈴木 渉平 - ドラムス/パーカッション[1]

## ディスコグラフィ
公式サイトのDiscographyより。

### アルバム
1. the first（2016年11月9日、ユニバーサルミュージック）
初めて全国流通したミニアルバム。テーマは「自分探し」[1]。

### シングル
- レディ/待ってる（2015年4月15日、会場限定販売）
- sai/マジックアワー（2015年7月1日、会場限定販売）
- 深海飛行（2017年5月10日、ユニバーサルミュージックから配信）
山本が作詞・作曲・CDジャケットなどを手がけた[1]。TBS系『スーパーサッカー』2017年6,7月度エンディングテーマ。
- 夕立（2017年7月2日、配信）

### アコースティック・デモCD
1. 愛と夢（2015年4月）
2. 風と夜（2015年5月）
3. 雨と憂鬱（2015年6月）
4. 時と世界（2015年7月）
5. 深海とポケット（2015年8月）
6. You and I（2015年9月）

## ライブ
- 2017年12月20日(水)	「CRAWRhythm 〜2017 Ending〜」		at渋谷CLUB CRAWL
- 2017年12月06日(水)	「ミライオトロック vol.15」		at吉祥寺shuffle
- 2017年11月28日(火)	「4年2組 青春ライブ Vol.79」		at大塚Hearts+
- 2017年11月27日(月)	「MOSAIC JAMBOREE 2017」		at渋谷CLUB QUATTRO
- 2017年11月25日(日)	「HUNGRY ROCK FES.」		at宇都宮ララステージ
- 2017年11月15日(水)	「あらステvol.1」				at池袋ROSA
- 2017年11月07日(火)	「笹山太陽主催ライブ」				at大塚Hearts+
- 2017年11月05日(日)	「青山祭2017」			at青山学院大学 青山キャンパス
- 2017年11月01日(水)	「青春ライブ！！」4年2組pre			at大塚Hearts+
- 2017年10月21日(土)	「音楽航海」				at 渋谷CLUB CRAWL
- 2017年10月11日(水)	「青春ライブ!!」4年2組pre at 西川口Hearts+
- 2017年10月03日(火)	「笹山太陽×重原芙美香共同主催ライブ」		at大塚Hearts+
- 2017年09月16日(土)	「小田原イズム2017」				at 小田原アリーナ
- 2017年09月09日(土)	「MOVE FES.」					at 渋谷WOMB
- 2017年09月07日(木)	「青春ライブ!!」4年2組かんごpre at 大塚Hearts+
- 2017年08月28日(月)	「”夏の夜空”レコ発 3MAN SHOW!」 FADE LEAVES pre	 at 渋谷CLUB 乙
- 2017年08月09日(水)	「青春ライブ！！」4年2組pre 			at 大塚Hearts+
- 2017年08月07日(月)	「ライブハウスとマスターピース」	at 渋谷CLUB QUATTRO
- 2017年07月10日(水)	「青春ライブ！！」4年2組pre 			at 大塚Hearts+
- 2017年07月06日(木)	「2nd epレコ発 ~青に夢見る 音の轍~」ゆれる雨音pre	at 下北沢Reg
- 2017年06月20日(火)	「CRAWRhythm vol.7」CLUB CRAWL pre	 at 渋谷CLUB CRAWL
- 2017年06月07日(水)	「青春ライブ!!」4年2組pre at 大塚Hearts+
- 2017年05月29日(月)	「青春ライブ!!」4年2組pre at 大塚Hearts+
- 2017年05月22日(月)	「ヒロシ生誕祭(実は一ヶ月前だったけど空いてませんでした...)」at 渋谷CLUB CRAWL
- 2017年05月13日(土)	「oricon Sound Blowin 2017〜spring〜」at TSUTAYA O-EAST[3]
- 2017年05月08日(月)	「ゴリ山田カバ男×川端侑×副島美羽スリーマンライブ」at 大塚Hearts+
- 2017年05月02日(火)	「青春ライブ!!」4年2組かんごpre at 大塚Hearts+
- 2017年04月25日(火)	「Various Sounds Calling Vol.74」at 下北沢Reg
- 2017年04月19日(水)	「末藤亜季×笹山太陽共同主催ライブ」at 大塚Hearts+
- 2017年04月14日(金)	「ラララ ラヴ・ミー・ドウ!!Vol.2」ザ・ドーベルマンションpre at 渋谷CLUB CRAWL
- 2017年03月16日(木)	「春。2017。Vol.1」at 渋谷CLUB CRAWL
- 2017年03月08日(水)	「AOTAGAI 2017 春」大阪編 at 福島LIVE SQUARE 2nd LINE
- 2017年03月07日(火)	「AOTAGAI 2017 春」名古屋編 at 栄R.A.D SEVEN
- 2017年03月06日(月)	「AOTAGAI 2017 春」東京編 at 渋谷CLUB CRAWL
- 2017年02月28日(火)	「青春ライブ！！」4年2組pre at 西川口Hearts+
- 2017年02月20日(月)	「末藤亜季主催ライブ」at 大塚Hearts+
- 2017年02月03日(金)	「TRICHORD vol.4」JUNGLE☆LIFE×Reg×花とポップスpre  at 下北沢Reg
- 2016年12月28日(水) 「URASHIBU UNDER WORLD ~2016 Summary~」at渋谷CLUB CRAWL
- 2016年12月02日(金) 「REALHEART'Sワンマンライブ〜僕らの音〜」 at 渋谷CLUB CRAWL
- 2016年11月28日(月) 「the first」リリース記念イベント インストアライブ atタワーレコード渋谷店 4Fイベントスペース
- 2016年11月09日(水) 「Craw Lw arC vol.1」at 渋谷CLUB CRAWL ACT : ぱるらどーる。/ Re:chord / ユアファミリア(名古屋)/ 美桜
- 2016年10月30日(日) 「青山祭2016」at 青山学院大学青山キャンパス
- 2016年10月29日(土) 「青山祭2016」at 青山学院大学青山キャンパス
- 2016年10月15日(土) 「cantare」at 渋谷WWW
- 2016年10月08日(土) 「14th相模原祭」at 青山学院相模原キャンパス
- 2016年10月05日(水) 「愛しさと切なさと心強さと。あ、あとCRAWLも。」 at 渋谷CLUB CRAWL ACT : リリィ・クラウン / タマハシスグル (nano scale hate) / sesta
- 2016年09月20日(火) 「気をつけろ！もうすぐで10月だぞっ！vol.1」  at 渋谷CLUB CRAWL ACT : Hi-CUBE JUNCTION /URBAN CIRCUS/十二月二十三日/sesta/Remium Jean
- 2016年09月05日(月) 「プライスレス」at 渋谷 CLUB CRAWL ACT : pisca-pisca / Panchromatic / アノアタリ/ シップストーリー
- 2016年07月21日(木) 「木曜日の思い出」at 渋谷CLUB CRAWL ACT : in state / タキザワユキヒト / miwamikio
- 2016年06月24日(金) 「LET'S PARTY!! Vol.1」at 渋谷DESEO ACT : ミヤリ/ 四丁目のアンナ / DJ:富田康文
- 2016年05月21日(土) 「手にしたいものはここにあった。」at 下北沢Reg ACT : フィルフリーク / メロライン / REALHEART'S / 津永りあ /

Ambrella. / ROB VIRGINITY / Remium Jean
- 2016年04月25日(月) 「First Note」at 青山月見ル君想フ ACT : アサクニユキ / シバノソウ / YAS33
- 2016年02月14日(日) 「Cantare 〜番外編〜」at 吉祥寺shuffle